# Starline.kz
JSC Starline KZ, más conocida como StarLine.kz (en ruso: Старлайн.кз) fue una aerolínea con base en Aktobe, Kazajistán. Ofrece vuelos regulares desde sus aeropuertos principales del Aeropuerto de Aktobe y del Aeropuerto Internacional de Astaná a destinos dentro de Kazajistán, Turquía y Emiratos Árabes Unidos.
Desde abril de 2009, StarLine.kz está en la lista negra del espacio aéreo europeo.

## Historia
La aerolínea fue fundada a finales de 2005. Inició sus operaciones comerciales en mayo de 2007 con dos Boeing 737-200 y un Eurocopter BO 105 adquirido durante los años 2006-2007. 

## Destinos
StarLine.kz opera vuelos a los siguientes destinos (en noviembre de 2008):

### Asia
Centro de Asia
- Kazajistán
  - Aktau (Aeropuerto de Aktau)
  - Aktobe (Aeropuerto de Aktobe) Hub
  - Astaná (Aeropuerto Internacional de Astaná) Base secundaria
  - Shymkent (Aeropuerto Internacional de Shymkent)

Suroeste de Asia
- Emiratos Árabes Unidos
  - Sharjah (Aeropuerto Internacional de Sharjah)

### Europa
- Rusia
  - Moscú (Aeropuerto Internacional Domodedovo
- Turquía
  - Estambul (Aeropuerto Internacional Sabiha Gökçen)

## Flota

### Actual
La flota de StarLine.kz se compone de las siguientes aeronaves (a 1 de diciembre de 2010):
| Avión          | Total | Notas |
| -------------- | ----- | ----- |
| Boeing 737-200 | 2     |       |
| Total          | 2     |       |

### Futura
StarLine.kz planea adquirir un Boeing 757-200 a finales de 2011 para operar vuelos chárter desde Almaty.

### Retirada
StarLine.kz planeó alquilar un Bombardier CRJ200 desde el segundo cuatrimestre de 2008. Este plan nunca llegó a materializarse y StarLine.kz nunca recibió un Bombardier CRJ200.
| Avión          | Total | Notas                               |
| -------------- | ----- | ----------------------------------- |
| Boeing 737-200 | 1     | abandonó la flota a finales de 2008 |